# George H.W. Bush
George Herbert Walker Bush (även kallad George Bush eller ibland George Bush den äldre), född 12 juni 1924 i Milton, Massachusetts, död 30 november 2018 i Houston, Texas, var en amerikansk politiker (republikan) och diplomat, som var USA:s president 1989–1993. Han var far till president George W. Bush och var den äldste av USA:s fem levande ex-presidenter fram till sin död den 30 november 2018 som förutom honom själv omfattade Jimmy Carter, Bill Clinton, George W. Bush och Barack Obama.
Bush var ledamot av representanthuset 1967–1971 på ett Texas-mandat, USA:s FN-ambassadör 1971–1973, ordförande för Republican National Committee 1973–1974, USA:s ambassadör i Kina 1974–1976 och CIA-chef 1976–1977. Han var vicepresident under hela Ronald Reagans presidenttid 1981–1989, och efterträdde Reagan som USA:s president 1989, en post han behöll till 1993. I valet 1992 misslyckades han med att bli omvald till en andra presidentperiod. Bush var USA:s president i samband med kommunistregimernas fall i Östeuropa 1989, Sovjetunionens fall och Kuwaitkriget 1990–1991.
Under sin presidenttid kallades George H.W. Bush vanligtvis för George Bush, utan initialer. Sedan hans son George W. Bush blev vald till framträdande politiska poster, utnyttjas initialerna H.W. för att skilja far från son. Det förekommer även att de omnämns som "Bush Senior" och "Bush Junior" respektive "Bush 41" och "Bush 43" (nummerordningen bland landets presidenter). I vissa länder är benämningarna (George) Bush den äldre och (George) Bush den yngre vanligare.

## Tiden före politiken
Bush föddes 12 juni 1924 i Milton, Massachusetts som andra barn av fem till Prescott Bush och Dorothy Walker Bush. Kort efter hans födelse flyttade familjen till Greenwich, Connecticut. Han namngavs efter sin morfar George Herbert Walker. Hans far, Prescott Bush (1895–1972), var också politiskt aktiv republikan, och var senator för Connecticut under åren 1952–1963.

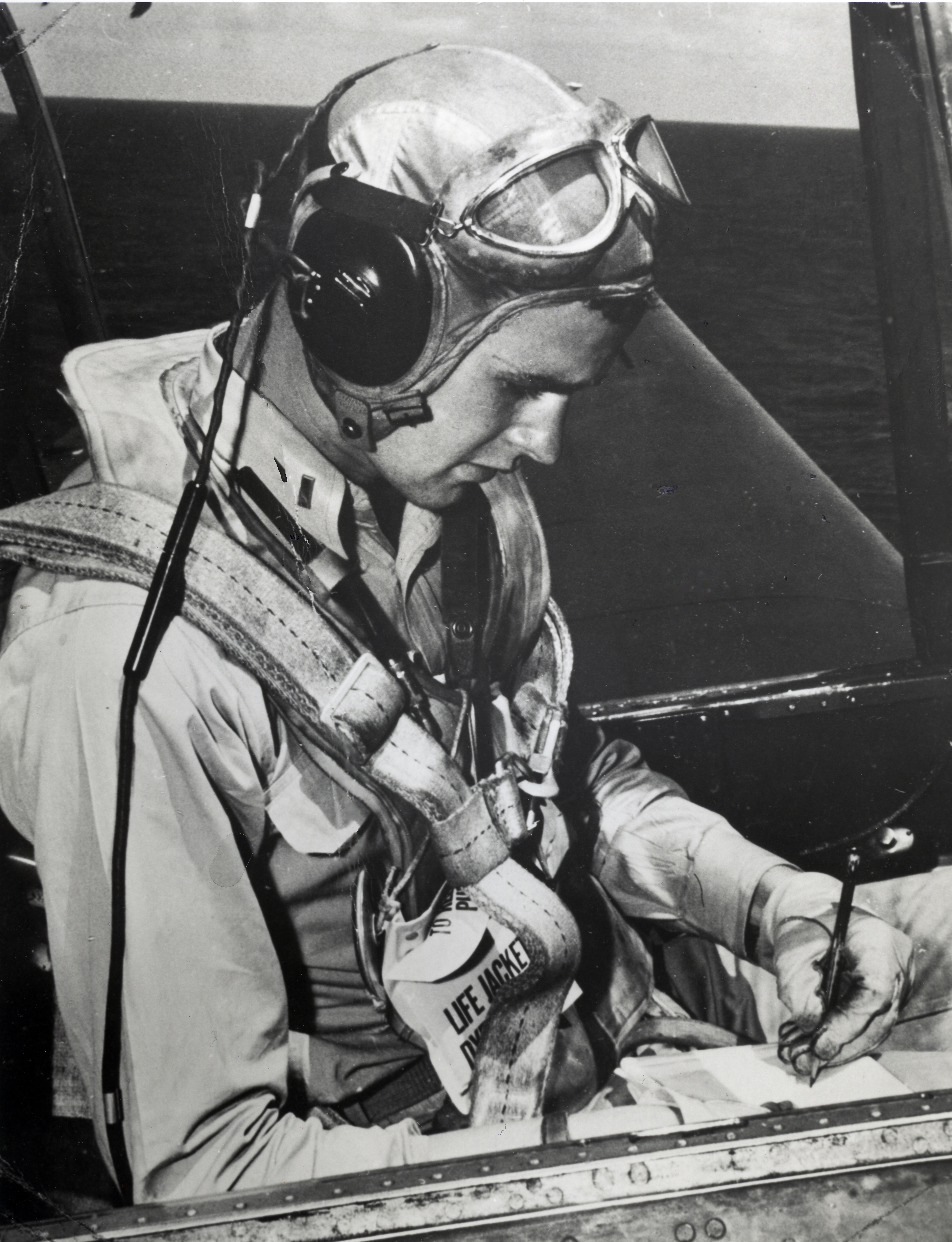
George Bush i sitt torpedflygplan av typen Grumman TBF Avenger på hangarfartyget 1944.

Bush var elev vid Phillips Academy i Andover i Massachusetts från 1936 och tog examen samma dag som han fyllde 18 år, 12 juni 1942, och var under elevtiden aktiv i både elevråd och idrottssammanhang. Eftersom USA vid hans examen hade gått med i Andra världskriget tog han värvning i USA:s flotta samma dag som han tog examen från Phillips Academy. Han tjänstgjorde under perioden augusti 1942 – september 1945. Efter avslutad officersutbildning var han under 1943–1944 stridsflygare ombord på hangarfartyg i Stilla havet, och flög bland annat torpedflygplan. Den 2 september 1944 blev hans flygplan träffat av japansk luftvärnseld, och medan de två övriga i besättningen omkom lyckades Bush hoppa ur planet över vattnet och räddades av en amerikansk ubåt. Från slutet av 1944 tjänstgjorde han som utbildare hemma i USA. Han dekorerades med utmärkelsen Distinguished Flying Cross och fick tre stycken Air Medal.
Strax efter att han återvänt till USA, 6 januari 1945, gifte han sig med Barbara Pierce, som han träffade på en dansbana vid juletid 1941. De fick sex barn, däribland USA:s f.d. president George W. Bush (äldst i syskonskaran) och förre Florida-guvernören Jeb Bush. Andra barnet, Pauline Robinson "Robin" Bush, dog i leukemi 1953. Övriga barn är Neil Bush, Marvin Bush och Dorothy Bush Koch.
Han studerade vid Yale University från 1945, och tog en kandidatexamen (B.S.) i nationalekonomi 1948.
Under tiden vid Yale var han, i likhet med sin far före honom, medlem i det hemliga sällskapet Skull and Bones.
Efter utbildningen vid Yale flyttade Bush till Texas och inledde en karriär i oljeindustrin, inledningsvis som försäljare.

## Politisk karriär

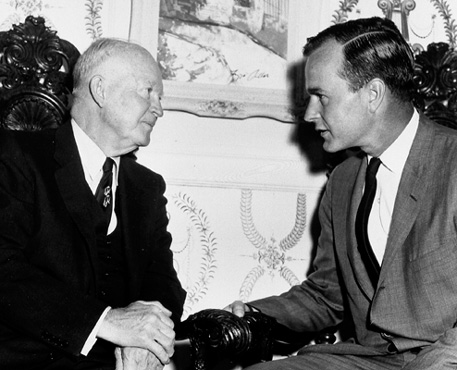
George Bush och Dwight D. Eisenhower under den senares presidenttid.

### 1960-talet
År 1964 ställde George H.W. Bush upp som republikansk kandidat i valet till USA:s senat i Texas mot den sittande demokraten Ralph Yarborough, men förlorade. 1966 ställde Bush siktet något lägre och ställde upp i valet till representanthuset mot demokraten Frank Briscoe och vann. Han återvaldes 1968, då han inte hade någon motståndare i valet.

### 1970-talet
År 1970 försökte George H.W. Bush åter att bli vald till senaten, men förlorade mot demokraten Lloyd Bentsen, som senare skulle komma att bli Bushs motkandidats vicepresidentkandidat i presidentvalet 1988. Han förlorade 1970 också sin plats i Representanthuset. 
Det Republikanska partiet såg Bushs framtidspotential. Det var därför de hade uppmuntrat honom att ställa upp i senatsvalen. Men de ville fortsätta att ta användning av Bush fastän han förlorat sitt mandat, så under perioden 1971–1977 hade han flera höga poster som han utsågs till av de republikanska presidenterna Richard Nixon och Gerald Ford, men inga valda ämbeten. Han var USA:s FN-ambassadör 1971–1973, ordförande för Republican National Committee 1973–1974, USA:s ambassadör i Kina 1974–1976 (formellt chef för USA:s förbindelsekontor i Folkrepubliken Kina eftersom USA vid denna tid upprätthöll diplomatiska förbindelser med Taiwan snarare än det kommunistiska Fastlandskina) och CIA-chef 1976–1977.
Efter att den demokratiska administrationen under Jimmy Carter tillträtt 1977 arbetade han några år inom bankvärlden (First International Bank i Houston) och undervisade i organisationsteori som adjungerad professor på Rice University i Houston.

### Vicepresident under Reagan

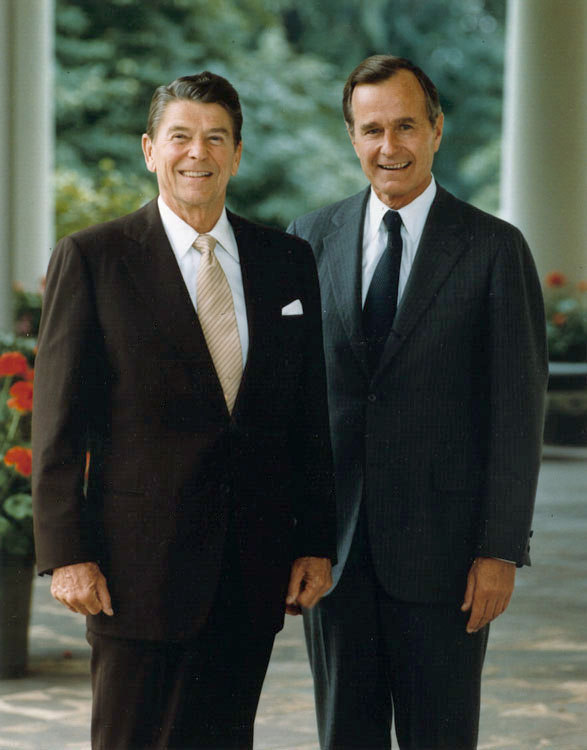
President Ronald Reagan och vicepresident George Bush 1981.

I det republikanska primärvalet inför 1980 års presidentval ställde George H.W. Bush upp som presidentkandidat, men förlorade till förhandsfavoriten Ronald Reagan, som Bush med frasen voodoo economics hade kritiserat för att förespråka en orealistisk ekonomisk politik. Reagan utsåg dock Bush till sin vicepresidentkandidat för att han var mer moderat än Reagan och då skulle balansera deras kandidatur, och för att Bush redan hade vunnit viktigt stöd under primärvalen. Han hade exempelvis vunnit det viktiga första i primärvalet i Iowa. I valet 4 november 1980 vann Reagan/Bush med bred marginal över de sittande demokraterna Jimmy Carter (president) och Walter Mondale (vicepresident).
Den 20 januari 1981 svors George H.W. Bush in som USA:s 43:e vicepresident.
I 1984 års presidentval valdes Reagan och Bush om i vad som, mot bakgrund av de förkrossande elektorssiffrorna 525 mot 13, har betraktats som en jordskredsseger. De demokratiska motkandidaterna var Walter Mondale (presidentkandidat) och Geraldine Ferraro (vicepresidentkandidat).
Som vicepresident höll George Bush en relativt låg profil bakom den mediale president Reagan. Bush fick bland annat i uppgift att koordinera Reagan-administrationens ansträngningar att bekämpa internationell terrorism och det internationella "kriget mot narkotikan". När Iran–Contras-affären började rullas upp 1986 hävdade Bush att han inte haft någon kännedom om vad som pågick.
Vid mordförsöket på Reagan 30 mars 1981 var vicepresident Bush bortrest, och utrikesminister Alexander Haig ryckte istället in. Däremot fick George Bush rycka in som tillförordnad president under åtta timmar den 13 juli 1985 när Ronald Reagan genomgick en planerad operation, och tillfälligt skrev över presidentbefogenheten till George Bush. Det beskrivs i filmen The Day Reagan Was Shot.

### Presidentvalet 1988
Som sittande vicepresident var George H.W. Bush favorit att bli republikanernas presidentkandidat, och han stöddes också av den avgående Ronald Reagan. Inledningsvis i primärvalet hamnade han dock bakom senatorn Bob Dole och TV-predikanten Pat Robertson. Efter ett tag återtog dock Bush ledningen och vann sitt partis nominering. Till vicepresidentkandidat valde han, relativt otippat, den föga kände senatorn Dan Quayle från Indiana. Dan Quayle kom i huvudsak att betraktas som en belastning för Bush i valrörelserna 1988 och 1992.
Bush, som allmänt betraktades som en betydligt mindre karismatisk politiker än Reagan, höll ett uppmärksammat och mycket bejublat tal på den republikanska konventet 18 augusti 1988 när han accepterade sin nominering. Talet innehöll ett avsnitt som senare kom att bli besvärande för Bush, och som brukar omnämnas som "Läs mina läppar: inga nya skatter". I sin helhet löd avsnittet:
Och jag är den som inte kommer höja skatterna. Min motståndare säger nu att han kommer höja dem som en sista utväg, eller tredje utväg. Men när en politiker talar så där, så vet du att det är en utväg som han kommer att använda. Min motståndare, min motståndare kommer inte utesluta att höja skatterna. Men jag kommer. Och kongressen kommer att driva mig till att höja skatterna och jag kommer säga nej. Och de kommer driva på, och jag kommer säga nej, och de kommer att driva på igen, och jag kommer säga, till dem, "Läs mina läppar: Inga nya skatter." (Översatt från engelska).
Avsnittet var sannolikt avsett att visa på hans avsikt att fortsätta Reagan-erans ekonomiska politik, som var populär bland de republikanska väljarna. Detta löfte bröt han dock under sin mandatperiod när ekonomin började dala efter Reagan-åren, och det tros vara en av de större anledningarna till hans förlust i valet 1992.
I presidentvalet stod Bush och Quyale mot demokraterna Michael Dukakis (presidentkandidat) och Lloyd Bentsen (vicepresidentkandidat), samme Lloyd Bentsen som Bush hade förlorat mot i senatsvalet i Texas 1970. Inledningsvis låg Bush och Quayle efter i opinionsmätningarna, men tog senare ledningen genom en välskött valrörelse och genom att Dukakis gjorde en svag insats.
När valet hölls 8 november 1988 vann Bush och Quayle med betryggande majoritet: 426 mot 111 elektorsröster och 53,4% mot 45,6% av avgivna röster. Segermarginalen var dock mindre än den Reagan och Bush uppnådde i valen 1980 respektive 1984.

### USA:s 41:a president 1989–1993

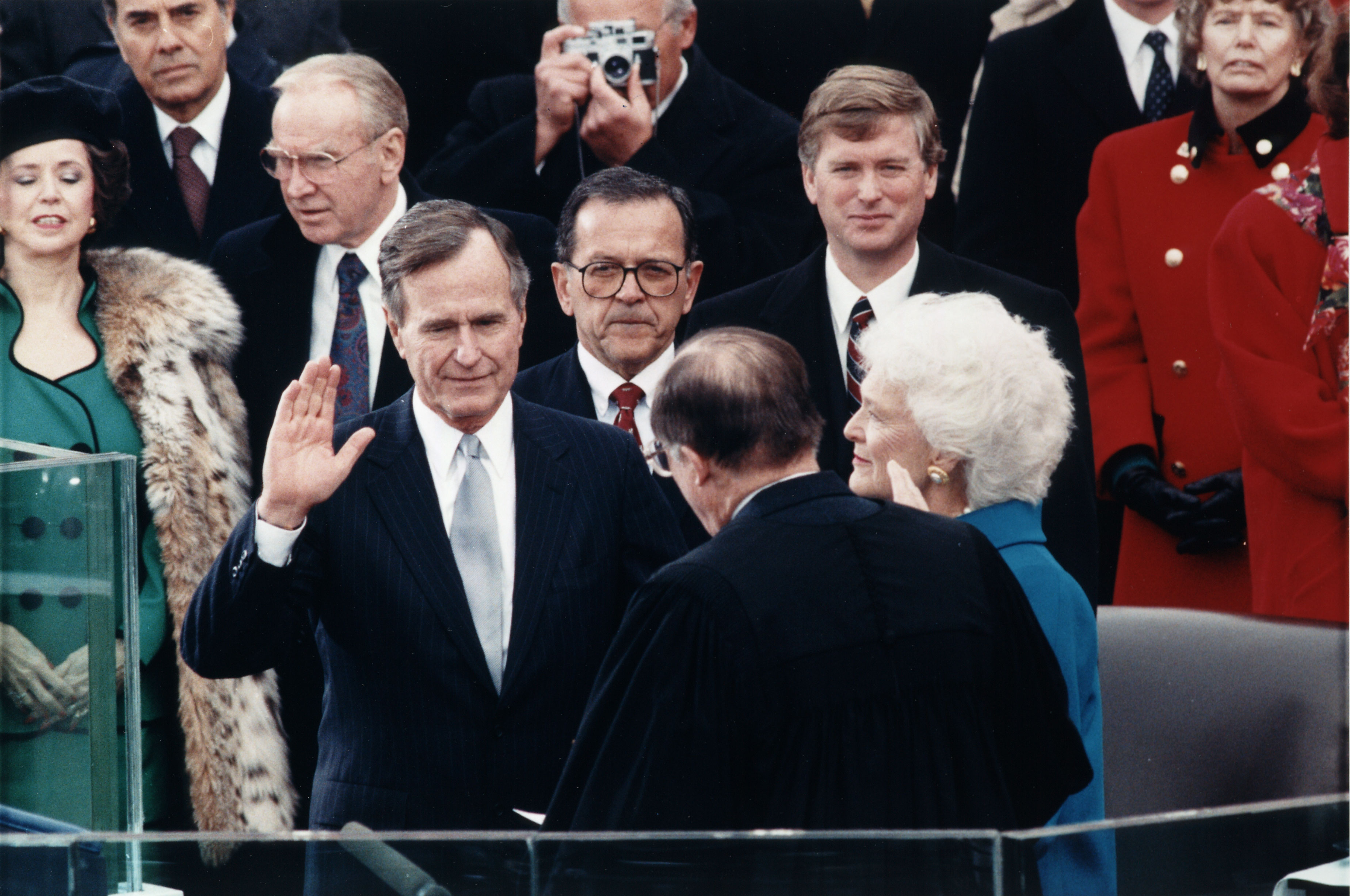
George Bush svärs in som USA:s 41:a president av chefsdomaren William Rehnquist 20 januari 1989

George H.W. Bush svors in som USA:s 41:a president den 20 januari 1989. Eftersom den republikanska Bush-administrationen följde direkt på en annan republikansk administration, innebar inte presidentskiftet i sig några större politiska förändringar. George H.W. Bushs presidentperiod kom att domineras av utrikespolitiska frågor.
Hösten 1989 föll kommunistregimerna i land efter land i Östeuropa med början i Ungern. Strax efteråt började flera sovjetrepubliker förklara sig självständiga, och västvärldens huvudmotståndare under hela kalla kriget, Sovjetunionen, upplöstes vid årsskiftet 1991–1992. Utrikespolitiken under Bush företrädare Ronald Reagan har av många betraktats som en bidragande orsak till kommunismens fall och Sovjetunionens fall, men det var under Bushs presidentperiod som själva sammanbrottet skedde. Utrikespolitiken under Bush inriktades på stöd till de reformerade eller nybildade staterna, samt på stöd till sovjetiskt respektive ryskt trupptillbakadragande från Östeuropa. Relationerna till Sovjetunionen och senare Ryssland utvecklades i positiv riktning, och vid ett toppmöte med Michail Gorbatjov i juli 1991 tillkännagavs ett strategiskt partnerskap mellan USA och Sovjetunionen, något som enbart två år tidigare hade framstått som helt otänkbart.
I december 1989 invaderade USA Panama och avsatte landets diktator, general Manuel Noriega, som fördes till USA anklagad för inblandning i narkotikasmuggling.

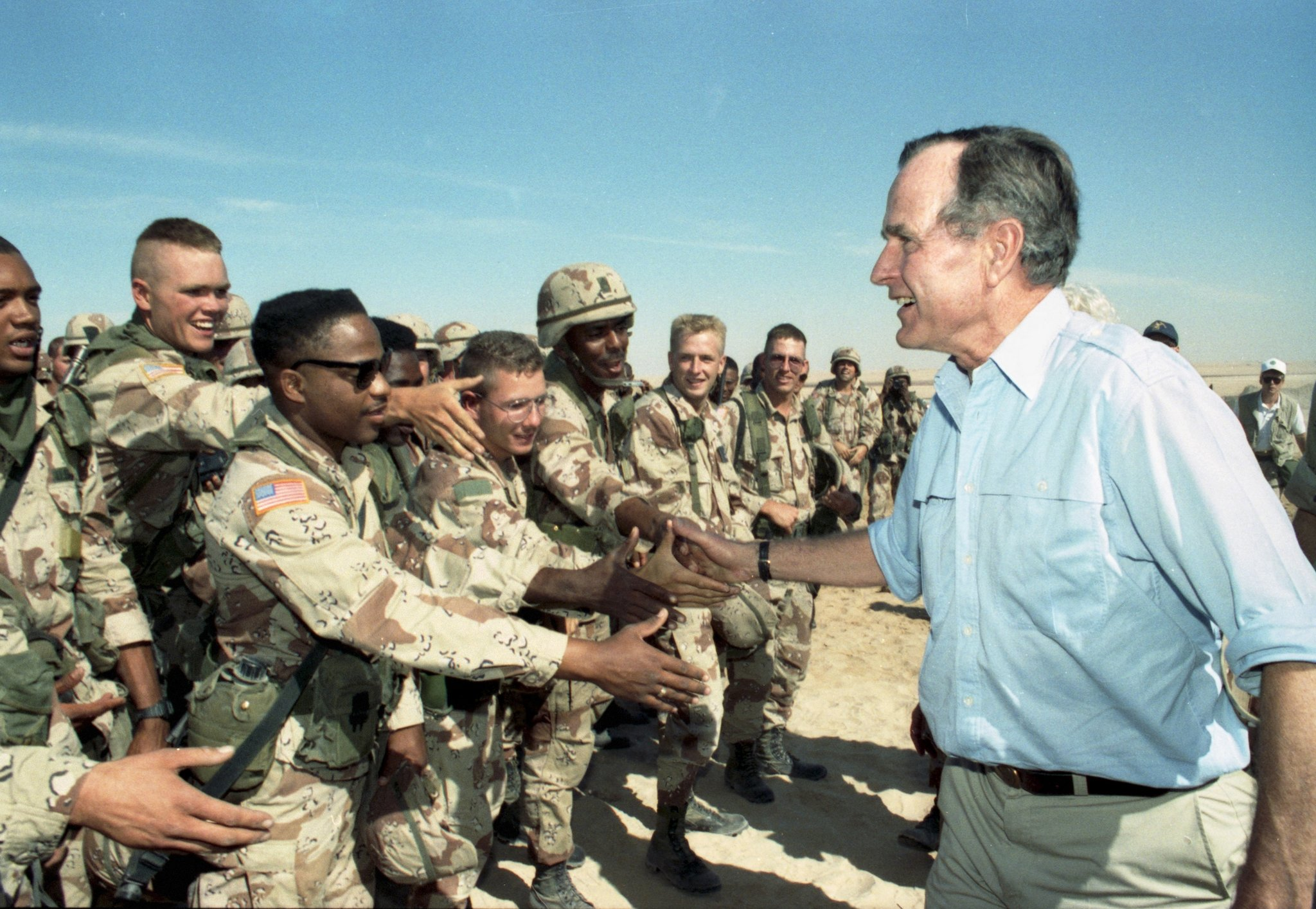
George Bush besöker amerikanska soldater i Saudiarabien på Thanksgiving Day 1990

2 augusti 1990 invaderades det oljerika Kuwait av grannlandet Irak under styre av Saddam Hussein. För att inte riskera att även det USA-allierade Saudiarabien skulle falla i Saddam Husseins händer inleddes snabbt en styrkeuppbyggnad i Saudiarabien och dess grannländer under namnet "operation ökensköld" (Desert Shield). 29 november 1990 utfärdade FN:s säkerhetsråd en resolution som krävde att Irak skulle dra sig tillbaka från Kuwait senast 15 januari 1991 och auktoriserade "alla nödvändiga åtgärder" mot Irak om så inte skedde. Att det var möjligt att få FN-stöd för dessa krav berodde på det nya samarbetsklimatet med Sovjetunionen, som Bush betecknade som "en ny världsordning" (a new world order). Eftersom Irak inte lämnade Kuwait inom den utsatta tiden inleddes Kuwaitkrigets offensiva fas, "operation ökenstorm" (Desert Storm) med flygangrepp 17 januari 1991. Förutom USA deltog många allierade länder och många arabländer i operationen. När markoperationen inleddes i stor skala 23 februari 1991 kastades de irakiska trupperna ut ur Kuwait på 100 timmar. De USA-ledda trupperna gjorde dock halt vid den irakiska gränsen, och Saddam Husseins regim lyckades hålla sig kvar vid makten.
På grund av ökande budgetunderskott stod det i mitten av 1990 klart att det, trots Bushs mycket tydliga löfte två år tidigare, skulle krävas skattehöjningar för att uppnå budgetbalans och komma överens med kongressen. När Bush i slutet av juni 1990 gjorde ett uttalande som bland flera andra åtgärder mot budgetunderskottet innehöll frasen "ökade skatteintäkter" drabbades han omedelbart av en hård svekdebatt, och tidningsrubriker av typen "läs på mina läppar: jag ljög" (Read my Lips: I Lied, New York Post dagen efter Bushs uttalande). Hård kritik kom också från ledande republikanskt håll, exempelvis Newt Gingrich, Republikanernas biträdande gruppledare i representanthuset. Skattehöjningsdebatten ledde till markant minskade förtroendesiffror för Bush och till republikanska motgångar i kongressvalet i USA 1990.
Viss oro över George H.W. Bushs hälsotillstånd uttrycktes i medierna då han i samband med en officiell middag i Japan 8 januari 1992, i ett stort antal personers närvaro, kräktes i knät på sin bordsgranne, den japanske premiärminister Kiichi Miyazawa och därefter svimmade. Incidenten skylldes på en influensainfektion.

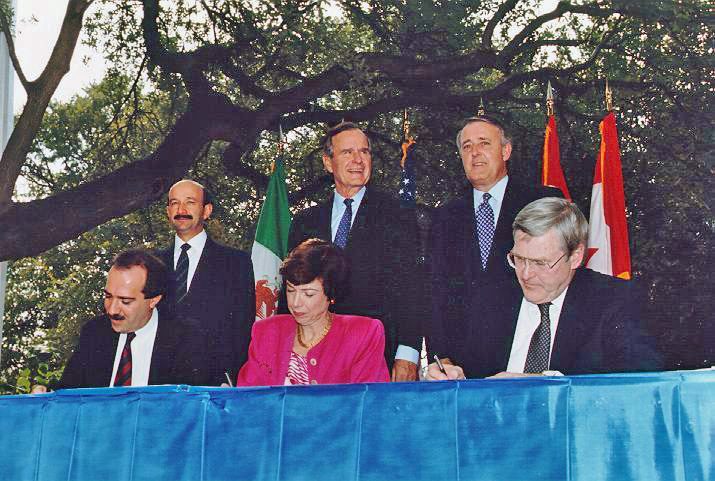
Undertecknande av dokument om NAFTA oktober 1992. I bakre raden Mexikos president Carlos Salinas, George Bush och Kanadas premiärminister Brian Mulroney. I främre raden Mexikos handels- och industriminister Jaime Serra Puche, USA:s biträdande handelminster Carla Hills och Kanadas handelsminister Michael Wilson.

Förhandlingarna om ett nordamerikanskt frihandelsavtal, NAFTA, inleddes under Bushs presidentperiod. NAFTA-avtalet ratificerades och trädde i kraft under Bill Clinton.
Som ett av sina sista och hårt kritiserade beslut innan han lämnade presidentposten benådade George Bush 24 december 1992 sex personer för brott begångna i samband med Iran–Contras-affären, däribland den tidigare försvarsministern Caspar Weinberger.

#### Utnämningar till Högsta Domstolen
George H.W. Bush utnämnde två domare till högsta domstolen, David Souter (1990) och Clarence Thomas (1991).

#### Regeringen under Bush
Kabinettet hade följande utseende under George H.W. Bush:s presidentperiod:
| Post                   | Namn                 | Period    |
|                        |                      |           |
| President              | George H.W. Bush     | 1989–1993 |
| Vicepresident          | Dan Quayle           | 1989–1993 |
|                        |                      |           |
| Utrikesminister        | James Baker          | 1989–1992 |
|                        | Lawrence Eagleburger | 1992–1993 |
| Finansminister         | Nicholas F. Brady    | 1989–1993 |
| Försvarsminister       | Dick Cheney          | 1989–1993 |
| Justitieminister       | Dick Thornburgh      | 1989–1991 |
|                        | William Barr         | 1991–1993 |
| Inrikesminister        | Manuel Lujan         | 1989–1993 |
| Jordbruksminister      | Clayton Yeutter      | 1989–1991 |
|                        | Edward Madigan       | 1991–1993 |
| Handelsminister        | Robert Mosbacher     | 1989–1992 |
|                        | Barbara Franklin     | 1992–1993 |
| Arbetsmarknadsminister | Elizabeth Dole       | 1989–1990 |
|                        | Lynn Martin          | 1991–1993 |
| Hälsominister          | Louis Wade Sullivan  | 1989–1993 |
| Utbildningsminister    | Lauro Cavazos        | 1989–1990 |
|                        | Lamar Alexander      | 1991–1993 |
| Bostadsminister        | Jack Kemp            | 1989–1993 |
| Transportminister      | Samuel K. Skinner    | 1989–1991 |
|                        | Andrew Card          | 1992–1993 |
| Energiminister         | James Watkins        | 1989–1993 |
| Krigsveteranminister   | Ed Derwinski         | 1989–1993 |

### Presidentvalet 1992

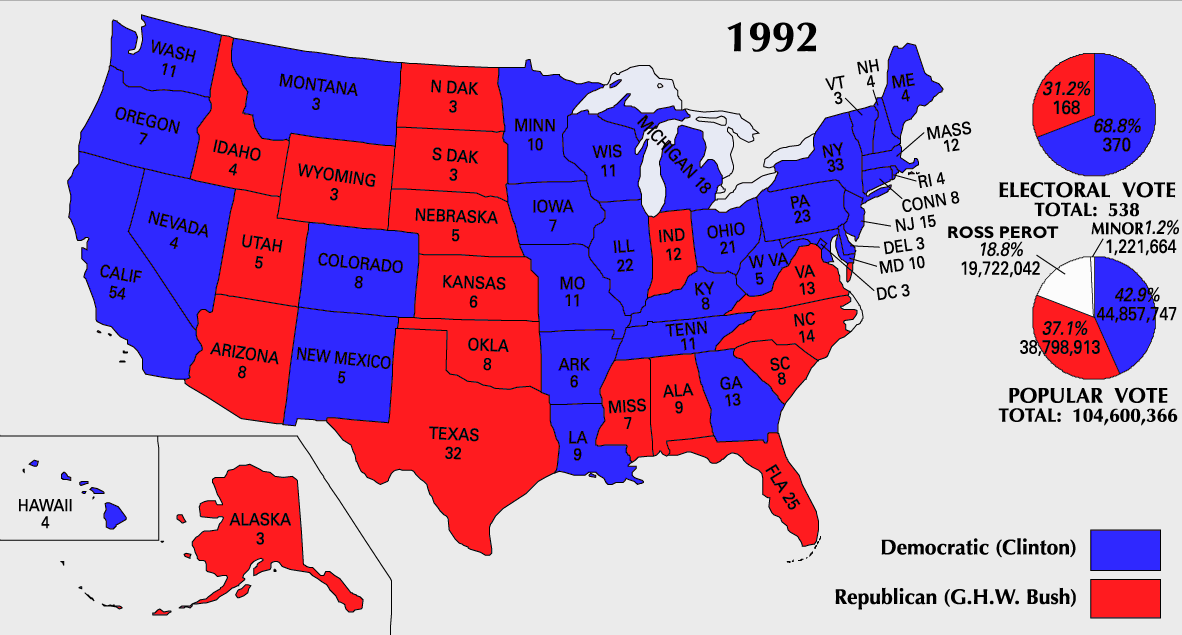
Valresultatet i presidentvalet 1992 uppdelat per delstat. Bush och republikanerna vann i de delstater som är färgade rött, medan Clinton och demokraterna vann i de delstater som är färgade blått.

George H.W. Bush ställde upp för omval i 1992 års presidentval, efter att enkelt ha besegrat Pat Buchanan i det republikanska primärvalet. Bush valde att behålla Dan Quayle som vicepresidentkandidat, trots att denne av många betraktades som en belastning och flera ledande republikaner, bland annat James Baker, förespråkat att han skulle bytas ut. Demokraternas motkandidater var Arkansas-guvernören Bill Clinton som presidentkandidat och Al Gore, senator från Tennessee, som vicepresidentkandidat.
Sittande presidenter brukar ofta anses ha en fördel i presidentval i USA, men Bushs presidentperiod hade präglats av lågkonjunktur och ökande budgetunderskott och han hade tvingats gå med på höjningar av flera skatter, trots sitt berömda "läs mina läppar"-uttalande, vilket gav ett sviktande stöd i den republikanska väljarbasen. Det fanns också en uppfattning om att Gulfkriget inte hade avslutats helt framgångsrikt. Allt detta bidrog till problem i opinionen för Bush, och ett starkt stöd för den oberoende kandidaten Ross Perot, vars valkampanj fokuserade mycket på de ekonomiska frågorna och tog många röster från Bush. I valet 3 november 1992 fick Bush 168 elektorsröster och 37,4% av rösterna, medan Bill Clinton fick 370 elektorsröster och 43,0% av rösterna, och därmed gick vinnande ur presidentvalet.
Den 20 januari 1993 lämnade George H.W. Bush presidentämbetet.

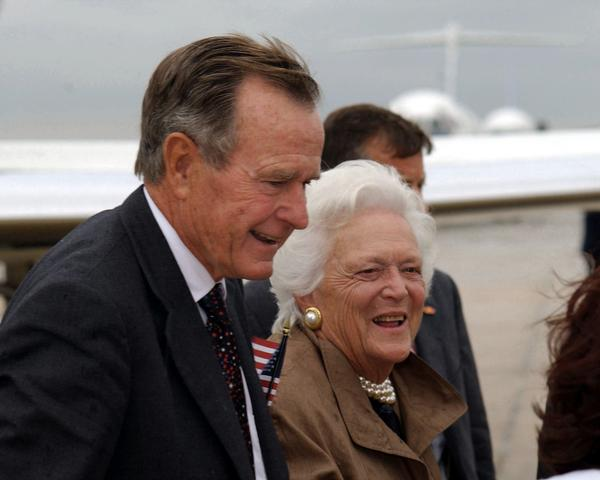
George och Barbara Bush, 2001.

## Efter presidenttiden

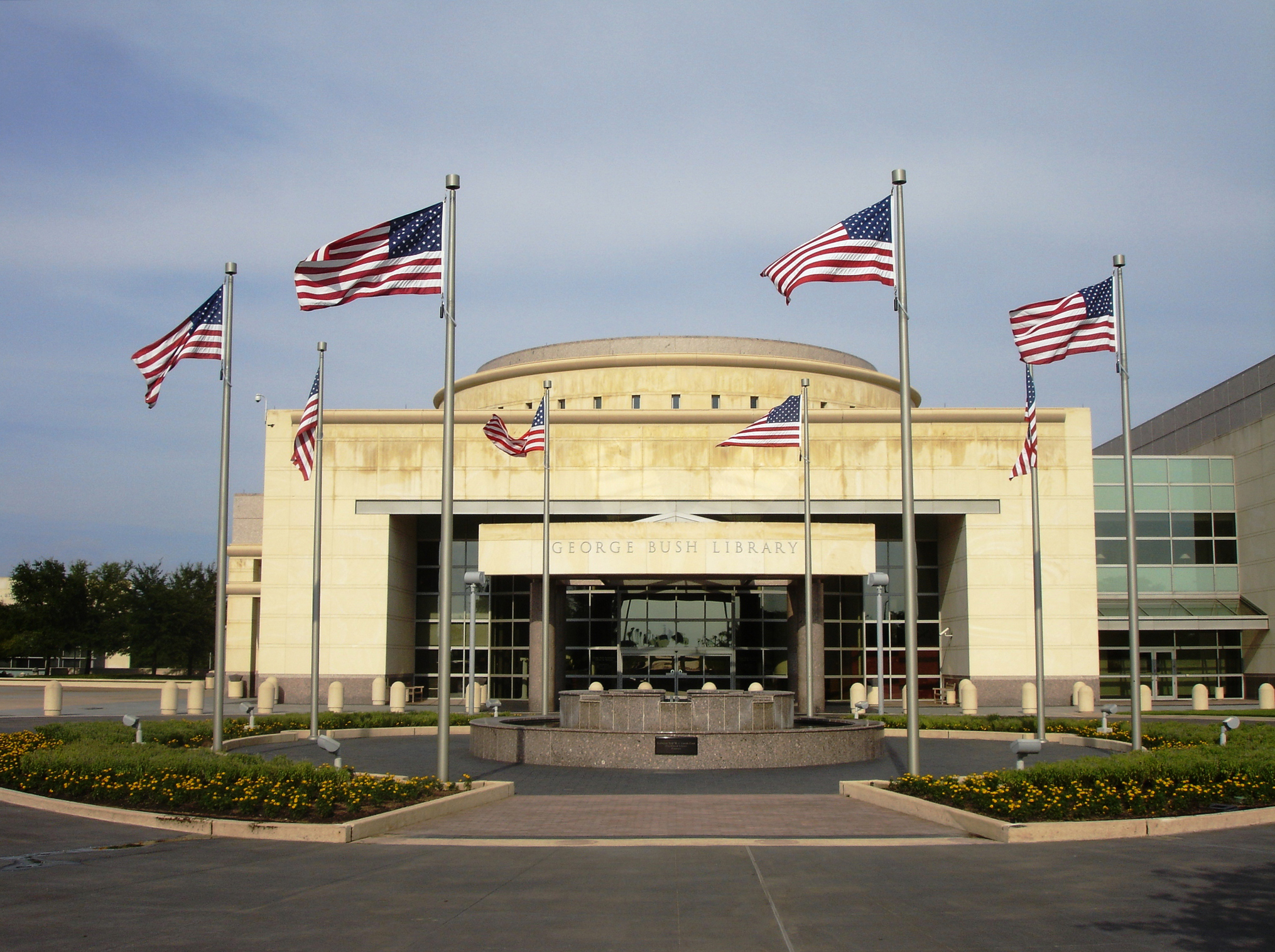
George Bushs presidentbibliotek vid Texas A&M University.

Efter presidenttiden höll George H.W. Bush sig till stora delar borta från offentligheten och från politiska uttalanden. Han ställde dock upp som talare och affärsrådgivare i företagssammanhang, bland annat åt Carlyle Group, samt för välgörande ändamål.
Vid ett besök i Kuwait april 1993 utsattes George H.W. Bush för ett attentatsförsök med en bilbomb, som misslyckades genom den kuwaitiska säkerhetstjänstens insatser. Kuwait och USA har beskyllt Irak för attentatsförsöket, bland annat så genomfördes ett amerikanskt flyganfall mot den irakiska underrättelsetjänstens högkvarter i Bagdad 26 juni 1993 som vedergällning, beordrat av president Bill Clinton.
I likhet med andra amerikanska presidenter, har George H.W. Bush ett presidentbibliotek där handlingar från hans presidenttid förvaras. George Bush Presidential Library and Museum finns sedan 1993 vid Texas A&M University, och inkluderar även handlingar från hans vicepresidenttid och Dan Quayles vicepresidenttid.
Efter tsunamikatastrofen i Asien 2004 gjorde Bush en stor insats tillsammans med ex-presidenten Bill Clinton för att samla ihop pengar till hjälpinsatserna. Bush och Clinton gjorde samma sak efter orkanen Katrina som härjade i södra USA i augusti 2005.
Julen 2012 rapporterades att Bushs hälsotillstånd försämrats och att han vårdades på en intensivvårdsavdelning på The Methodist Hospital i Houston på grund av bronkit.
Bush var den äldste amerikanske presidenten i historien från den 24 november 2017, då han slog Gerald Fords åldersrekord, till den 21 mars 2019 då han själv slogs av Jimmy Carter, som var 111 dagar yngre och blev den äldsta levande ex-presidenten efter Bushs död; Bush och Carter är de hittills enda två presidenterna som blivit minst 94 år gamla. Bush avled den klockan 22:10 på kvällen lokal tid den 30 november 2018, 94 år och 171 dagar gammal, efter att ha varit änkling i mer än ett halvår sedan hustrun Barbaras död den 17 april samma år.

### Namngivning och hedersbetygelser

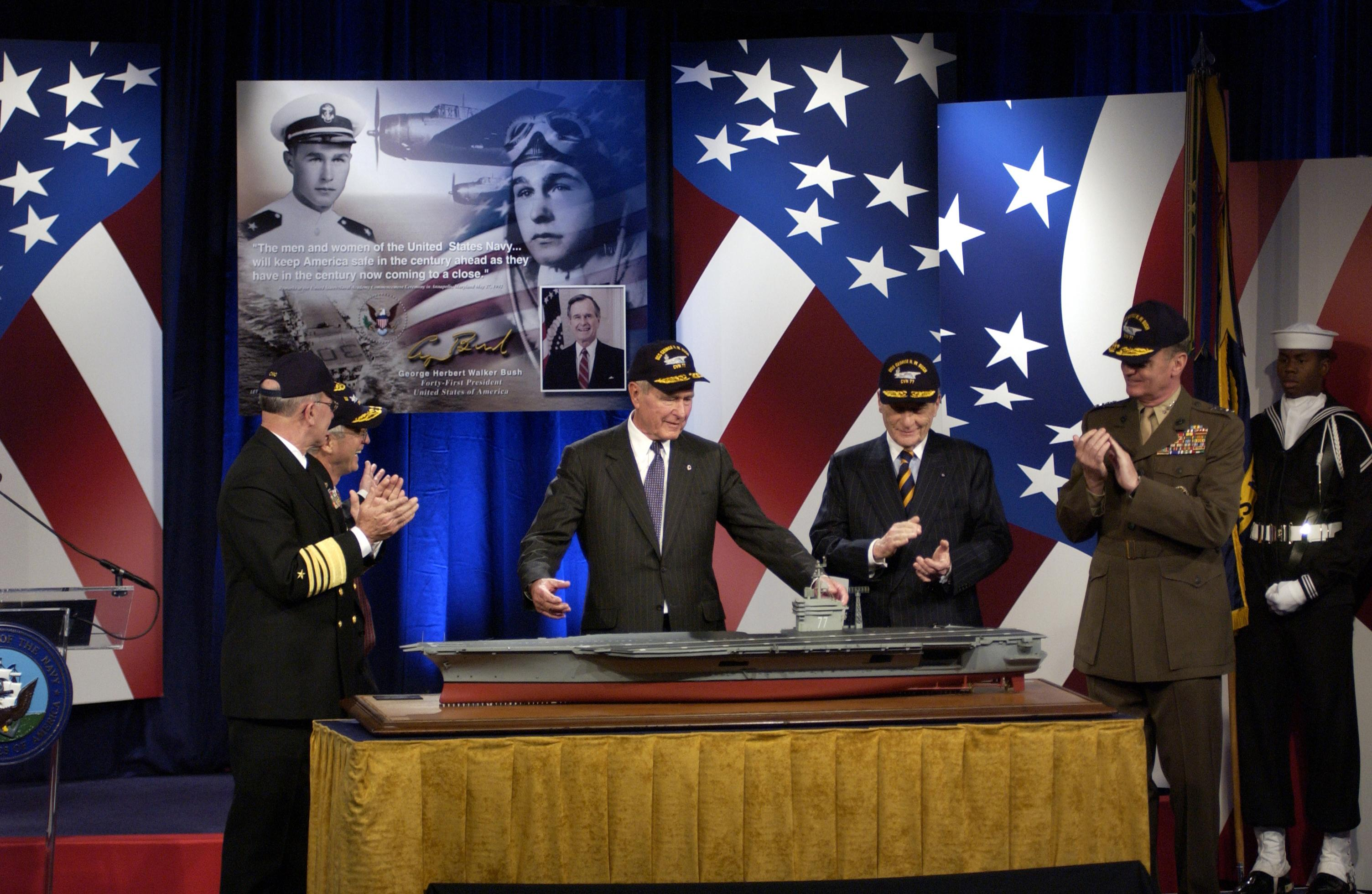
George H.W. Bush inspekterar 2002 en fartygsmodell av det hangarfartyg som fick hans namn.

Vid Texas A&M University finns förutom Bushs presidentbibliotek sedan 1995 även en enhet vid namn George Bush School of Government and Public Service, som tog in sina första studenter 1997. Skolan bedriver tvååriga masterprogram i offentlig förvaltning (public administration) och internationella relationer (international affairs) samt bedriver forskning.
Den internationella flygplatsen i Houston, Texas döptes 1997 om till George Bush Intercontinental Airport.
Anläggningen i Langley, Virginia där CIA:s högkvarter är beläget döptes 26 april 1999 om till George Bush Center for Intelligence ("George Bush underrättelscentra"). George Bush var CIA-chef 1976–1977.
Ett hangarfartyg av Nimitz-klass, nummer CVN-77, döptes 7 oktober 2006 till USS George H.W Bush (CVN-77), vilket ansågs särskilt passande då Bush själv tjänstgjorde som hangarfartygsbaserad marinflygare under andra världskriget. Fartyget sjösattes 2009 vid Newport News Shipbuilding.

## Utmärkelser

### Amerikanska
- Presidential Medal of Freedom (2011)[18]
- Distinguished Flying Cross
- Asiatic-Pacific Campaign Medal
- World War II Victory Medal
- Philadelphia Liberty Medal (2006, tillsammans med Bill Clinton)

Källa:

### Utländska
- Terra Mariana-korsets orden (Estland, 2005)[20]
- Vita lejonets orden (Tjeckien, 1999)[21]
- Republiken Polens förtjänstorden (Polen, 1995)[22]
- Bathorden (Storbritannien, 1993)[23]